# 滇东马先蒿
滇东马先蒿（学名：Pedicularis koueytchensis）是列当科马先蒿属的植物，为中国的特有植物。分布在中国大陆的云南等地，生长于海拔2,800米的地区，多生长在低山草坡中，目前尚未由人工引种栽培。